# Rasulidi
I Rasulidi, termine derivato dall'arabo Banu Rasul (1229-1454), furono una dinastia che dominò lo Yemen, dove si stanziarono a Ta'izz e si arricchirono con i commerci e l'agricoltura. Gran parte delle moschee che edificarono nel paese sono ancora oggi esistenti. 
Sotto i Rasulidi si accentuò la differenza tra lo Yemen del Nord e quello del Sud: la zona settentrionale, al nord di Yarim, chiusa e ripiegata su sé stessa, malgrado soffrisse di incessanti lotte tribali, permise agli imam zayditi di imporre la propria autorità e dottrina, seppur lentamente; la zona meridionale costiera, invece, di rito shafi'ita, si arricchì grazie all'agricoltura e ai commerci, che la aprirono verso l'esterno.
Fu in questo periodo, nel XIII secolo, che apparve nello Yemen l'arbusto detto qāt (Catha edulis), dalle virtù stimolanti e leggermente euforiche. Questa piccola pianta fu probabilmente introdotta dalla vicina Etiopia, dove alcuni missionari yemeniti avevano cominciato a diffondere l'islam nella provincia di Harar. Il suo uso fu dapprima limitato ai sufi, ma in seguito si diffuse in tutti gli strati della popolazione dell'intero paese, caratterizzato da una forte gerarchizzazione delle classi sociali.